# XVII Premis de la Unión de Actores
La XVII edició dels Premis de la Unión de Actores, corresponents a l'any 2007, concedits pel sindicat d'actors Unión de Actores y Actrices, va tenir lloc el 31 de març de 2008 al Palacio de Congresos (Campo de las Naciones). La gala dirigida per Mariano Barroso amb guió de Juan Cavestany i el tema a ser el paper dels còmics en el món de la interpretació. Els presentadors foren Carmen Machi i Juan Diego Botto. El 18 de gener es va fer saber el nom de tots els candidats.

## Candidatures

### Premi a Tota una vida
- Paco Merino

### Premi Especial
- Centro de Documentación Teatral

### Altres premis
- Premi "Mujeres en Unión" : Enrique de Castro de l'associació "Madres contra la droga"
- Premi "Una Vida de Doblaje" : Julio Núñez
- Premi dels Còmics de la Unión de Actores: Javier Bardem

### Cinema

#### Millor actriu protagonista
| Actriu         | Pel·lícula                    | Resultat   |
| -------------- | ----------------------------- | ---------- |
| Petra Martínez | La soledat                    | Guanyadora |
| Belén Rueda    | L'orfenat                     | Candidata  |
| Maribel Verdú  | Siete mesas de billar francés | Candidata  |

#### Millor actor protagonista
| Actor            | Pel·lícula         | Resultat  |
| ---------------- | ------------------ | --------- |
| Javier Cámara    | La torre de Suso   | Candidat  |
| Alfredo Landa    | Luz de domingo     | Guanyador |
| Alberto San Juan | Bajo las estrellas | Candidat  |

#### Millor actriu secundària
| actriu          | Pel·lícula       | Resultat   |
| --------------- | ---------------- | ---------- |
| Mariana Cordero | La torre de Suso | Candidata  |
| Marta Etura     | Las 13 rosas     | Candidata  |
| Nuria González  | Mataharis        | Guanyadora |

#### Millor actor secundari
| Actor         | Pel·lícula                    | Resultat  |
| ------------- | ----------------------------- | --------- |
| Raúl Arévalo  | Siete mesas de billar francés | Guanyador |
| Vladimir Cruz | La caja                       | Candidat  |
| Jorge Sanz    | Oviedo Express                | Candidat  |

#### Millor actriu de repartiment
| Actriu            | Pel·lícula   | Resultat   |
| ----------------- | ------------ | ---------- |
| Geraldine Chaplin | L'orfenat    | Guanyadora |
| Nadia de Santiago | Las 13 rosas | Candidata  |
| María Isasi       | Las 13 rosas | Candidata  |

#### Millor actor de repartiment
| Actor               | Pel·lícula     | Resultat  |
| ------------------- | -------------- | --------- |
| Antonio de la Torre | Mataharis      | Candidat  |
| José Manuel Cervino | Las 13 rosas   | Guanyador |
| Enrique Villén      | Luz de domingo | Candidat  |

#### Millor actriu revelació
| Actriu          | Pel·lícula | Resultat   |
| --------------- | ---------- | ---------- |
| Sonia Almarcha  | La soledat | Guanyadora |
| Norma Ruiz      | Yo soy Bea | Candidata  |
| Manuela Velasco | REC        | Candidata  |

#### Millor actor revelació
| Actor            | Pel·lícula         | Resultat  |
| ---------------- | ------------------ | --------- |
| Carlos Bardem    | La zona            | Guanyador |
| Eduardo Casanova | El Principito      | Candidat  |
| Julián Villagrán | Bajo las estrellas | Candidat  |

### Televisió

#### Millor actriu protagonista
| Actriu         | Sèrie de televisió | Resultat   |
| -------------- | ------------------ | ---------- |
| Luisa Martín   | Desaparecida       | Guanyadora |
| Ruth Núñez     | Yo soy Bea         | Candidata  |
| Concha Velasco | Herederos          | Candidata  |

#### Millor actor protagonista
| Actor             | Sèrie de televisió    | Resultat  |
| ----------------- | --------------------- | --------- |
| Carlos Hipólito   | Desaparecida          | Guanyador |
| Diego Martín      | Hermanos y Detectives | Candidat  |
| Miguel Ángel Solá | Desaparecida          | Guanyador |

#### Millor actriu secundària
| actriu         | Sèrie de televisió        | Resultat   |
| -------------- | ------------------------- | ---------- |
| Marta Calvó    | Amar en tiempos revueltos | Candidata  |
| Petra Martínez | Herederos                 | Guanyadora |
| Belén López    | RIS                       | Candidata  |

#### Millor actor secundari
| Actor               | Sèrie de televisió | Resultat  |
| ------------------- | ------------------ | --------- |
| Ginés García Millán | Herederos          | Guanyador |
| Félix Gómez         | Herederos          | Candidat  |
| Carlos Kaniowsky    | Desaparecida       | Candidat  |

#### Millor actriu de repartiment
| actriu         | Sèrie de televisió        | Resultat   |
| -------------- | ------------------------- | ---------- |
| Saturna Barrio | Amar en tiempos revueltos | Candidata  |
| Luisa Martínez | Desaparecida              | Candidata  |
| Ana Villa      | Amar en tiempos revueltos | Guanyadora |

#### Millor actor de repartiment
| Actor                | Sèrie de televisió        | Resultat  |
| -------------------- | ------------------------- | --------- |
| José Luis Alcobendas | Amar en tiempos revueltos | Guanyador |
| Jacobo Dicenta       | Desaparecida              | Candidat  |
| Iker Lastra          | Herederos                 | Candidat  |

### Teatre

#### Millor actriu protagonista
| Actriu          | Obra de teatre | Resultat   |
| --------------- | -------------- | ---------- |
| Ana Belén       | Fedra          | Candidata  |
| Vicky Peña      | Homebody Kabul | Guanyadora |
| Blanca Portillo | Barroco        | Candidata  |

#### Millor actor protagonista
| Actor              | Obra de teatre            | Resultat  |
| ------------------ | ------------------------- | --------- |
| José Pedro Carrión | Cyrano de Bergerac        | Candidat  |
| Asier Etxeandía    | Barroco                   | Candidat  |
| Josep Maria Pou    | La cabra o qui és Sylvia? | Guanyador |

#### Millor actriu secundària
| actriu         | Obra de teatre           | Resultat   |
| -------------- | ------------------------ | ---------- |
| Alicia Hermida | Fedra                    | Guanyadora |
| Nathalie Poza  | Marat/Sade               | Candidata  |
| Susi Sánchez   | Mujeres soñaron caballos | Candidata  |

#### Millor actor secundari
| Actor          | Obra de teatre        | Resultat  |
| -------------- | --------------------- | --------- |
| Paco Casares   | Salir del armario     | Candidat  |
| Rafa Castejón  | Los persas            | Guanyador |
| Walter Vidarte | Un enemigo del pueblo | Candidat  |

#### Millor actriu de repartiment
| Actriu         | Obra de teatre           | Resultat   |
| -------------- | ------------------------ | ---------- |
| Carmen Arévalo | Hay que purgar a Totó    | Candidata  |
| Mónica Cano    | La casa de Bernarda Alba | Guanyadora |
| Gemma Solé     | Don Juan (de Goldoni)    | Candidata  |

#### Millor actor de repartiment
| Actor          | Obra de teatre        | Resultat  |
| -------------- | --------------------- | --------- |
| Alfonso Blanco | Hay que purgar a Totó | Guanyador |
| Pablo Huetos   | Don Juan (de Goldoni) | Candidat  |
| Pablo Isasi    | Las brujas de Salem   | Candidat  |